# Compatibilisme
El compatibilisme és la teoria filosòfica que sosté el lliure albir coexisteix amb un determinisme de les accions. Això es pot explicar des de diversos vessants. El primer argumenta que els actes humans estan predestinats, sigui pel destí com per les lleis de la natura, però que quan no hi ha coacció externa, la persona se sent lliure. Un altre vessant, d'arrel a l'estoïcisme, sosté que les accions no són lliures però que cada persona pot escollir com acceptar i viure aquest fet (línia que cobraria de nou força amb la logoteràpia).
El compatibilisme uneix els conceptes de llibertat i necessitat en un pla teòric i sosté que els factors que limiten les possibilitats d'acció i que la fan necessària són alhora els que la caracteritzen i possibiliten.
Aquest concepte és una exigència per mantenir el concepte de l'omnisciència de Déu: la divinitat creadora ja sap com actuarà l'home en cada cas, i això vol dir que les seves accions estan en certa manera escrita (si depenguessin de l'atzar o de l'elecció del moment, Déu no podria conèixer el seu resultat, que seria incert) però l'acte mateix de dur-les a terme depèn de la persona, que té més marge que els altres éssers vius, marcats per l'instint.